# Polyvinyl Record Co.
Polyvinyl Records (Polyvinyl Record Company) est un label indépendant américain établi à Champaign-Urbana, dans l'Illinois, fondé en 1996 par Matt Lunsford et Darcie Knight Lunsford. Le catalogue du label comprend des artistes tels qu'of Montreal, Deerhoof, Japandroids, Xiu Xiu, The Rentals, et Someone Still Loves You Boris Yeltsin.

## Développement du label
Polyvinyl est au départ un fanzine nommé Polyvinyl Press, créé en 1994 par les lycéens et futurs époux Matt Lunsford et Darcie Knight,. Le but est de promouvoir les artistes de leur région de Champaign-Urbana, dans l'Illinois,. Le dernier pressage du fanzine a lieu en mai 1996, année officielle de naissance du label Polyvinyl Records. Les premières signatures du label sont les groupes emo Braid (en) et Rainer Maria (en),.
En 2011 le label célèbre son 15e anniversaire avec une série de concerts et un DVD intitulé A Brief History in Moving Pictures,.
Le label est attaché au mode de fonctionnement do it yourself, avec notamment une rémunération des artistes à 50 % des profits, inspirée par les labels Dischord et Touch and Go Records,.

## Catalogue
Liste non exhaustive des groupes ou artistes ayant enregistré pour Polyvinyl Records :
- 31Knots
- Alvvays
- Anamanaguchi
- American Football
- Architecture in Helsinki
- Asobi Seksu (en)
- Casiokids
- Deerhoof
- The Dodos
- Jacco Gardner
- Generationals
- The Get Up Kids
- Hazel English
- Japandroids
- Joan of Arc
- Kero Kero Bonito
- Ladyhawke
- Loney, Dear
- of Montreal
- The Rentals
- Shugo Tokumaru
- Someone Still Loves You Boris Yeltsin
- STRFKR
- Vivian Girls
- Xiu Xiu